# Фридрих I фон Льовенщайн
Фридрих I фон Льовенщайн (на немски: Friedrich I von Löwenstein; * 19 август 1502; † 2/3 февруари 1541, Некарзулм) е граф на Льовенщайн от фамилията Льовенщайн-Вертхайм.

## Живот
Той е най-малкият син на граф Лудвиг I фон Льовенщайн († 1523) и първата му съпруга Елизабет фон Монфор († 13 януари 1503), дъщеря на Хуго XIII (XI) фон Монфор-Ротенфелс-Арген-Васербург († 1491) и Елизабет фон Верденберг († 1467). Внук е на курфюрст Фридрих I от Пфалц († 1476) от род Вителсбахи и втората му (морганатичен брак) съпруга Клара Тот († 1520) от Аугсбург. Баща му се жени втори път 1509 г. за София Бьоклин († 13 януари 1510), вдовица на граф Конрад III фон Тюбинген (1449 – 1506).
Най-големият му брат Волфганг умира бездетен на 15 април 1512 г. Той и по-големият му брат Лудвиг II († 1536) наследяват баща си.
Фридрих I фон Льовенщайн умира на 3 февруари 1541 г. на 38 години.

## Фамилия
Фридрих I фон Льовенщайн се жени на 16 юни 1524 г. за Хелена фон Кьонигсег (* 15 март 1509, Аулендорф; † 20 април 1566, Ландау), дъщеря на фрайхер Йохан фон Кьонигсег († 1544) и Доротея (Анна) фон Валдбург († 1513). Техните наследници са графове на Льовенщайн. Те имат децата:
- Волфганг II (1527 – 1571), граф на Льовенщайн-Шарфенек, женен 1551 г. за Розалия фон Хевен (1530 – 1581)
- Фридрих II (1528 – 1569) женен на 4 април 1561 г. за Амалия фон Баден-Пфорцхайм-Дурлах (1513 – 1594)
- Лудвиг III (1530 – 1611), граф на Льовенщайн-Вертхайм, женен на 2/3 септември 1566 г. в Кьонигщайн за графиня Анна фон Щолберг-Рошфор (1548 – 1599)
- Емеренция (1531 – 1565), омъжена 1559 г. за Конрад (Куно) фон Винебург-Байлщайн († сл. 1553), син на Конрад III фон Винебург-Байлщайн
- Албрехт (1536 – 1587)